# OGC Nice
Olympique Gymnaste Club de Nice-Côte d'Azur ali na kratko Nice je francoski nogometni klub iz Nice. Ustanovljen je bil 9. julija 1904 in trenutno igra v Ligue 1.
Nice je štirikrat osvojil francosko prvenstvo (v letih 1951, 1952, 1956 in 1959) in trikrat francoski pokal (1952, 1954, 1997). Na mednarodnih tekmovanjih pa je vidnejši uspeh kluba naziv podprvaka Latinskega pokala leta 1952. Čeprav Nice že nekaj časa igra v 1. francoski ligi, v sezoni 2016/2017 prikazuje odlično pripravljenost, saj po skoraj polovici prvenstva drži prvo mesto.
Domači stadion Nica je bil med letoma 1927 in 2013 Stade du Ray, od takrat naprej pa je Allianz Riviera, ki sprejme 35.624 gledalcev. Barvi dresov sta črna in rdeča. Vzdevek nogometašev Nica je Les Aiglons (orliči).